# NGC 6359
NGC 6359 is een elliptisch sterrenstelsel in het sterrenbeeld Draak. Het hemelobject werd op 27 oktober 1861 ontdekt door de Duits-Deense astronoom Heinrich Louis d'Arrest.

## Synoniemen
- UGC 10804
- MCG 10-25-1
- ZWG 299.72
- ZWG 300.5
- PGC 60025